# Michael Marsh
Michael Lawrence „Mike“ Marsh (* 4. August 1967 in Los Angeles) ist ein ehemaliger US-amerikanischer Leichtathlet und Olympiasieger. 
Marsh besuchte die High School in Hawthorne, Kalifornien, und begann da mit seinem Lauftraining. Anschließend ging er an die University of California in Los Angeles und führte dort sein Training fort. Während seiner College-Zeit war sein größter Erfolg ein dritter Platz bei den NCAA-Meisterschaften. 
Bei den Olympischen Spielen 1992 in Barcelona gewann er die Goldmedaille im 200-Meter-Lauf vor dem Namibier Frank Fredericks und seinem Landsmann Michael Bates. Dabei verfehlte er im Halbfinale mit 19,73 s den damaligen Weltrekord von Pietro Mennea um eine Hundertstelsekunde, weil er angesichts seines deutlichen Vorsprunges nicht voll durchlief. Ebenfalls Gold holte er mit der 4-mal-100-Meter-Staffel, zusammen mit Leroy Burrell, Dennis Mitchell und Carl Lewis, vor den Teams aus Nigeria und Kuba. 
Bei den Olympischen Spielen 1996 in Atlanta gewann er die Silbermedaille in der 4-mal-100-Meter-Staffel zusammen mit Jon Drummond, Tim Harden und Dennis Mitchell, hinter dem Team aus Kanada und vor dem Team aus Brasilien.
Dreimal erreichte er bei Weltmeisterschaften das Finale: 1993 in Stuttgart wurde er Vierter über 200 Meter, 1995 in Göteborg Fünfter über 100 Meter und 1997 in Athen Achter über 100 Meter.

## Persönliche Bestzeiten
- 100 m: 9,93 s, 18. April 1992, Walnut
- 200 m: 19,73 s, 5. August 1992, Barcelona